# 황제들의 포룸

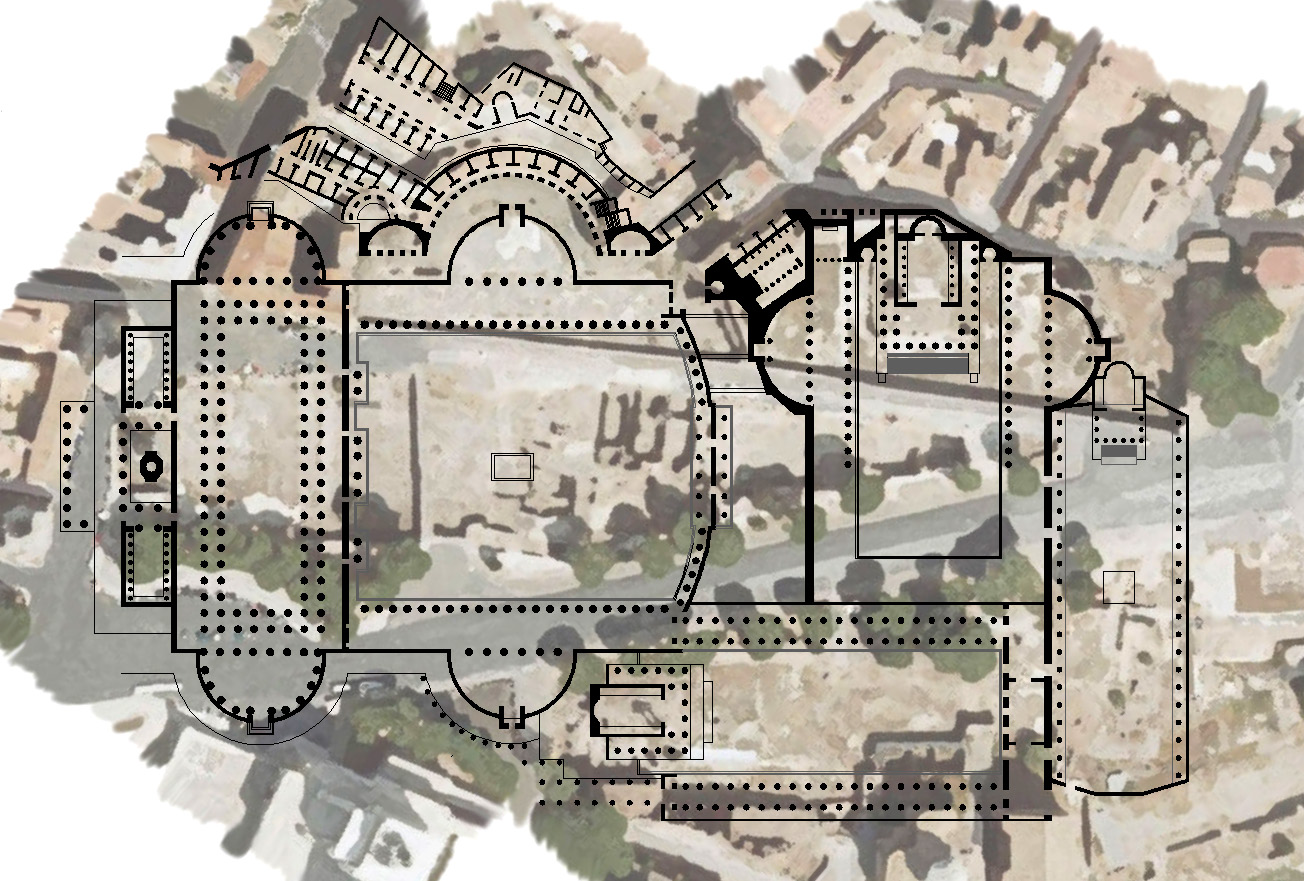
황제들의 포룸

황제들의 포룸(라틴어: Imperial Fora)는 로마에 세워졌던 황제들을 위한 기념비적인 포룸이다. 기원전 46년에서 기원후 113년까지, 총 150년의 세월 동안 지어졌다. 황제들의 포룸은 로마 공화정과 로마 제국의 심장부였다. 황제들의 포룸은 포룸 로마눔의 일부가 아니며, 독자적인 구역이었다. 율리우스 카이사르가 이 곳에 처음으로 건물을 세웠으며, 이후 이 곳은 로마 종교, 정치, 행정의 중심지였다.
20세기 들어 이탈리아의 파시즘 독재자였던 베니토 무솔리니가 고대 로마 제국의 영광을 재현하기 위해 이 곳을 일부 복원했다. 하지만 무솔리니는 복원 사업과 동시에 포룸 유적 한복판에 거대한 도로를 뚫어버렸고, 결과적으로는 오히려 유적을 더더욱 파괴시키는 행동을 하고 말았다. 무솔리니가 유적 한복판에 도로를 뚫어버린 이유는 그의 사무실에서 콜로세움과 같은 고대 유적들을 한눈에 바라볼 수 있게 하고 싶어서였다고 한다. 이 도로에서 나오는 매연과 소음으로 인해 유적들이 심각하게 파괴되고 있고, 이때문에 시민 단체들이 이 도로를 제거하자는 안을 냈으나 실행되지는 못하고 있다.

## 카이사르의 포룸
고대 로마의 정치가 율리우스 카이사르는 그의 이름을 붙인 거대한 포룸을 로마 한복판에 짓고 싶어했다. 이 포룸은 기원전 46년에 완공되었으나, 약간 미완성된 점들이 존재하여 결과적으로는 그의 후계자인 아우구스투스에 의해 최종적으로 완성되었다.
카이사르의 포룸은 포룸 로마눔의 확장된 개념으로 지어졌다. 포룸 로마눔에서 열렸던 공공 행사들 중 일부가 이 곳으로 이전되었다. 이 곳은 카이사르의 권력과 명예를 칭송하는 역할도 했다. 카이사르는 그의 포룸 앞에 베누스의 신전을 지었는데, 이는 카이사르의 가문이 베누스의 수호를 받는다고 알리고 싶어했기 때문이었다.

## 아우구스투스의 포룸
기원후 42년에 아우구스투스가 안토니우스와 연합하여 브루투스와 그 세력들을 완전히 없애버린 후, 아우구스투스는 복수의 신인 마르스의 신전을 로마 시내에 짓겠다고 공포했다. 이 신전은 약 40년 동안 지어졌고 기원후 2년에 아우구스투스의 포룸과 함께 완공되었다.
아우구스투스의 포룸은 카이사르의 포룸 오른쪽에 위치해 있다. 이 건물은 매우 높은 벽으로 감싸져 있는데, 이는 당시의 서민용 구역이었던 수부라와 최대한 차단하기 위해서였던 것으로 생각된다. 이 석조 벽은 로마에서 빈번했던 화재로부터도 포룸을 안전하게 지켜주었다.

## 베스파시아누스의 포룸
75년에 베스파시아누스 황제의 치세 하에 또다른 포룸이 완성되었다. 이 포룸은 카이사르의 포룸과 아우구스투스의 포룸에서 어느 정도 떨어진 위치에 건축되었다. 이 포룸은 공공 시설의 기능도 갖고 있었고, 이와 같은 성질 때문에 진정한 의미의 포룸으로 분류되지 못하였다. 이런 상황 때문에, 이 포룸은 종종 '평화의 신전'으로 자주 불렸다.
포룸의 모양 또한 다른 포룸들에 비해 약간 다르다. 베스파시아누스 포룸에는 툭 튀어나온 반원형의 건물 구조가 덧붙여져 있었는데, 여러 개의 기둥들이 이를 떠받치고 있었다. 포룸의 중심부는 다른 포룸들과는 달리 정원이 꾸며져 있었다. 이 정원에는 조각상, 연못 등이 있어 마치 야외 박물관 같은 느낌을 주었다.
이 포룸은 예루살렘 원정을 기념하기 위해 만들어졌다. 포룸 내부의 방에는 대리석으로 깎은 로마 제국의 지도가 전시되어 있었는데, 이 벽은 현재 뜯겨나가 로마의 한 성당을 이루고 있다. 이 성당에 가면 아직까지도 지도를 이루던 대리석 타일의 일부를 볼 수 있다.
이 곳에는 예루살렘 성전에 있던 메노라가 안치되어 있었다는 기록이 있다.

## 네르바의 포룸
도미티아누스 황제는 당시 분리되어 있던 베스파시아누스 포룸과 카이사르, 아우구스투스의 포룸을 하나로 묶기로 계획했다. 그리하여 그는 황제들의 포룸 전체를 아우르는 거대한 포룸을 새로 짓기 시작한다. 다만 포룸 전체의 공간이 어느정도 한정되어 있었고, 이 때문에 그는 초기 설계안을 축소하여 진행할 수밖에 없었다.
도미티아누스 황제 사후 재위를 물려받은 네르바 황제가 포룸을 완공했고, 이 포룸에 그의 이름을 붙였다.

## 트라야누스의 포룸
트라야누스 황제가 다키아를 정복하며 로마 제국의 원로원은 그의 공적을 기리는 새로운 포룸을 추가하기로 합의한다. 이 포룸을 짓기 위해 언덕의 많은 부분을 깎아내고 다시 쌓아올려야 했으며, 트라야누스 원주와 건물들로 둘러싸여 있었다. 이 포룸은 황제들의 포룸에 추가된 마지막이자 가장 화려하고 거대한 포룸이었다.